# Методи Митевски
Методи Митевски с псевдоним Брицо е югославски партизанин и деец на комунистическата съпротива във Вардарска Македония.

## Биография
Роден е на 15 април 1924 година в Царево село в семейството на Зафир и Зуица. Завършва основно образование в родния си град, а после продължава да учи в Щип. По-късно завършва Юридическия факултет в Скопие. Влиза в НОВМ от 1941 година. Участва в тайни кръжоци начело с Ванчо Пъркев. Става член на СКМЮ, а от 1943 влиза в МКП. Става секретар на Околийския комитет на МКП за Битоля. След Втората световна война е назначен на високи постове в правителството на Македония. От 1960 е държавен секретар за земеделие и горска промишленост. В същото време е подпредседател на Изпълнителния съвет на СРМ, член на Политбюро на ЦК на МКП и пратеник в Народното събрание на Македония. Награждаван е с орден За заслуги към народа II ранг и Орден братство и единство II ранг. Загива при нещастен случай в Охридското езеро. През 1951 година става генерален секретар на правителството на Социалистическа република Македония с ранг на министър.